# Lasalle (ancienne circonscription fédérale)
Pour les articles homonymes, voir La Salle.
Lasalle fut une circonscription électorale fédérale du Québec, située sur l'île de Montréal. Elle fut représentée à la Chambre des communes de 1968 à 1988.
La circonscription de Lasalle a été créée en 1966 avec des parties des circonscriptions de Jacques-Cartier—Lasalle et de Saint-Henri. En 1973, le nom de la circonscription fut modifié en Lasalle—Émard—Côte Saint-Paul. La circonscription fut abolie en 1976 et redistribuée parmi la nouvelle circonscription de Lasalle et les circonscriptions de Verdun et de Westmount.
En 1987, la circonscription fut fusionnée à la circonscription de LaSalle—Émard.

## Géographie
La circonscription comprenait :
- la ville de LaSalle ;
- une partie de la ville de Montréal contenue dans les quartiers Côte-Saint-Paul et Ville-Émard.

## Députés
| Législature                                             | Années    | Député        | Député               | Parti politique           |
| ------------------------------------------------------- | --------- | ------------- | -------------------- | ------------------------- |
| Lasalle issue de Jacques-Cartier—Lasalle et Saint-Henri |           |               |                      |                           |
| 29e                                                     | 1968–1972 |               | Hilarion-Pit Lessard | Libéral                   |
| 29e                                                     | 1972–1974 | John Campbell |                      | Libéral                   |
| Lasalle—Émard—Côte Saint-Paul                           |           |               |                      |                           |
| 30e                                                     | 1974–1979 |               | John Campbell        | Libéral                   |
| Lasalle                                                 |           |               |                      |                           |
| 31e                                                     | 1979–1980 |               | John Campbell        | Libéral                   |
| 32e                                                     | 1980–1984 |               | John Campbell        | Libéral                   |
| 33e                                                     | 1984–1988 |               | Claude Lanthier      | Progressiste-Conservateur |
| Dissoute parmi LaSalle—Émard                            |           |               |                      |                           |